# Cúmbria

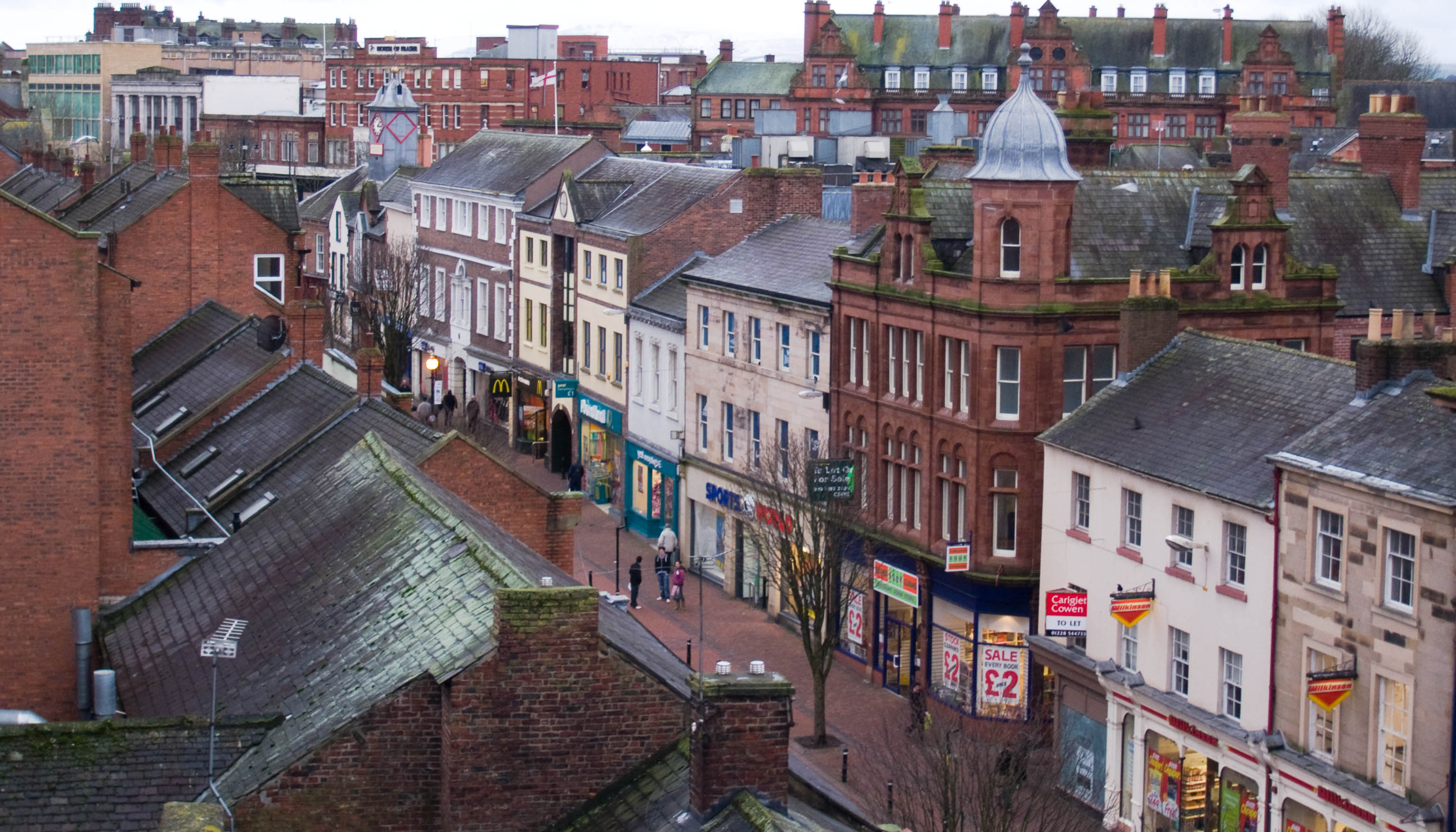
A cidade de Carlisle.

Cúmbria (em inglês Cumbria) é um condado não metropolitano do norte da Inglaterra, fazendo fronteira com a Escócia. A sede e maior cidade é Carlisle, seguido por Barrow-in-Furness. O município e Conselho do Condado de Cúmbria, a sua autoridade local, passou a existir em 1974, após a aprovação da Lei de Governo Local de 1972. O condado de Cúmbria consiste em seis distritos (Allerdale, Barrow-in-Furness, Carlisle, Copeland, Eden e South Lakeland), e em 2008 tinha uma população de pouco menos de meio milhão.